# Bośnia i Hercegowina na Letnich Igrzyskach Olimpijskich 2016
Bośnię i Hercegowinę na Letnich Igrzyskach Olimpijskich reprezentowało jedenastu zawodników. Był to 7. start reprezentacji Bośni i Hercegowiny na letnich igrzyskach olimpijskich. Na tych zawodach chorążym reprezentacji Bośni i Hercegowiny był lekkoatleta - Amel Tuka

## Skład reprezentacji

### Judo
| Zawodniczka  | Konkurencja          | 1/16 finału      | 1/8 finału         | Ćwierćfinał      | Półfinał         | Finał            | Pozycja |
| Zawodniczka  | Konkurencja          | Przeciwnik Wynik | Przeciwnik Wynik   | Przeciwnik Wynik | Przeciwnik Wynik | Przeciwnik Wynik | Pozycja |
| ------------ | -------------------- | ---------------- | ------------------ | ---------------- | ---------------- | ---------------- | ------- |
| Larisa Cerić | powyżej 78 kg kobiet | BYE              | Rouhou P 000-000 S | NQ               | NQ               | NQ               | 9.-16.  |

### Lekkoatletyka

#### Mężczyźni

##### Konkurencje biegowe
| Zawodnik  | Konkurencja   | Eliminacje | Eliminacje | Półfinał | Półfinał | Finał | Finał   | Pozycja |
| Zawodnik  | Konkurencja   | Czas       | Miejsce    | Czas     | Miejsce  | Czas  | Miejsce | Pozycja |
| --------- | ------------- | ---------- | ---------- | -------- | -------- | ----- | ------- | ------- |
| Amel Tuka | bieg na 800 m | 1:45,72    | 4. Q       | 1:45,24  | 12.      | NQ    | NQ      | 12.     |

##### Konkurencje techniczne
| Zawodnik    | Konkurencja    | Eliminacje | Eliminacje | Finał | Finał   | Pozycja |
| Zawodnik    | Konkurencja    | Wynik      | Miejsce    | Wynik | Miejsce | Pozycja |
| ----------- | -------------- | ---------- | ---------- | ----- | ------- | ------- |
| Mesud Pezer | pchnięcie kulą | 19,55      | 24.        | NQ    | NQ      | 24.     |
| Hamza Alić  | pchnięcie kulą | 19,48      | 26.        | NQ    | NQ      | 26.     |
| Kemal Mešić | pchnięcie kulą | 18,84      | 30.        | NQ    | NQ      | 30.     |

#### Kobiety
| Zawodniczka  | Konkurencja | Finał   | Finał   | Pozycja |
| Zawodniczka  | Konkurencja | Czas    | Miejsce | Pozycja |
| ------------ | ----------- | ------- | ------- | ------- |
| Lucia Kimani | maraton     | 2:58:22 | 116.    | 116.    |

### Pływanie

#### Mężczyźni
| Zawodnik         | Konkurencja            | Eliminacje | Eliminacje | Finał | Finał   | Pozycja |
| Zawodnik         | Konkurencja            | Czas       | Miejsce    | Czas  | Miejsce | Pozycja |
| ---------------- | ---------------------- | ---------- | ---------- | ----- | ------- | ------- |
| Mihajlo Ceprkalo | 1500 m stylem dowolnym | 15:31,62   | 37.        | NQ    | NQ      | 37.     |

#### Kobiety
| Zawodniczka  | Konkurencja             | Eliminacje | Eliminacje | Półfinał | Półfinał | Finał | Finał   | Pozycja |
| Zawodniczka  | Konkurencja             | Czas       | Miejsce    | Czas     | Miejsce  | Czas  | Miejsce | Pozycja |
| ------------ | ----------------------- | ---------- | ---------- | -------- | -------- | ----- | ------- | ------- |
| Amina Kajtaz | 100 m stylem motylkowym | 1:01,67    | 35.        | NQ       | NQ       | NQ    | NQ      | 35.     |

### Strzelectwo
| Zawodniczka        | Konkurencja                      | Kwalifikacje | Kwalifikacje | Finał | Finał   | Pozycja |
| Zawodniczka        | Konkurencja                      | Wynik        | Miejsce      | Wynik | Miejsce | Pozycja |
| ------------------ | -------------------------------- | ------------ | ------------ | ----- | ------- | ------- |
| Tatjana Djekanovic | karabin pneumatyczny 10 m kobiet | 410.8        | 35.          | NQ    | NQ      | 35.     |

### Tenis ziemny
| Zawodnik      | Konkurencja             | 1/32 finału            | 1/16 finału      | 1/8 finału       | Ćwierćfinał      | Półfinał         | Finał            | Pozycja |
| Zawodnik      | Konkurencja             | Przeciwnik Wynik       | Przeciwnik Wynik | Przeciwnik Wynik | Przeciwnik Wynik | Przeciwnik Wynik | Przeciwnik Wynik | Pozycja |
| ------------- | ----------------------- | ---------------------- | ---------------- | ---------------- | ---------------- | ---------------- | ---------------- | ------- |
| Damir Džumhur | gra pojedyncza mężczyzn | Sela p 0-2 (4:6 4:6)   | NQ               | NQ               | NQ               | NQ               | NQ               | 33.-64. |
| Mirza Bašić   | gra pojedyncza mężczyzn | Mónaco p 0-2 (2:6 2:6) | NQ               | NQ               | NQ               | NQ               | NQ               | 33.-64. |